# Contea di Lipscomb
La contea di Lipscomb in inglese Lipscomb County è una contea dello Stato del Texas, negli Stati Uniti. La popolazione al censimento del 2010 era di 3 302 abitanti. Il capoluogo di contea è Lipscomb. La contea è stata creata nel 1876 ed organizzata successivamente nel 1887. Il suo nome deriva da Abner Smith Lipscomb, giudice della Corte suprema del Texas (1846–1856) e segretario di stato della Repubblica del Texas (1840).

## Geografia fisica
| Anno | Popolazione | ±%     |
| ---- | ----------- | ------ |
| 1880 | 69          | Note:  |
| 1890 | 632         | 815.9% |
| 1900 | 790         | 25.0%  |
| 1910 | 2,634       | 233.4% |
| 1920 | 3,684       | 39.9%  |
| 1930 | 4,512       | 22.5%  |
| 1940 | 3,764       | −16.6% |
| 1950 | 3,658       | −2.8%  |
| 1960 | 3,406       | −6.9%  |
| 1970 | 3,486       | 2.3%   |
| 1980 | 3,766       | 8.0%   |
| 1990 | 3,143       | −16.5% |
| 2000 | 3,057       | −2.7%  |
| 2010 | 3,302       | 8.0%   |

Secondo l'Ufficio del censimento degli Stati Uniti d'America la contea ha un'area totale di 932 miglia quadrate (2410 km²), di cui 932 miglia quadrate (2410 km²) sono terra, mentre 0,1 miglia quadrate (0,26 km², corrispondenti allo 0,01% del territorio) sono costituiti dall'acqua.

### Strade principali
- U.S. Highway 60
- U.S. Highway 83
- State Highway 15
- State Highway 23
- State Highway 213
- State Highway 305

### Contee adiacenti
- Beaver County (nord)
- Ellis County (est)
- Hemphill County (sud)
- Roberts County (sud-ovest)
- Ochiltree County (ovest)